# Mpulungu
Mpulungu – miasto w północno-wschodniej Zambii, w Prowincji Północnej, zlokalizowane na południowym brzegu jeziora Tanganika. W 2010 roku zamieszkiwane było przez ok. 29,1 tys. mieszkańców. Stanowi ośrodek rybołówstwa śródlądowego.